# Ариадна
Ариа́дна (др.-греч. Ἀριάδνη) — в древнегреческой мифологии прекрасная царевна, дочь критского царя Миноса и Пасифаи. Упомянута уже в «Илиаде» (XVIII 592), её историю рассказывал Нестор в «Киприях».
Когда Тесей решился убить Минотавра (единоутробного брата Ариадны), которому афиняне по требованию отца Ариадны посылали ежегодно позорную дань из семи юношей и семи девушек, и таким образом избавляли отечество от чудовища, он получил от любившей его Ариадны клубок ниток, выведший его из лабиринта, где обитал Минотавр (применять нить научил её Дедал).
Совершив подвиг, Тесей бежал с Ариадной на остров Наксос, где, по одному сказанию, Ариадна была убита стрелами Артемиды, наученной Дионисом, ибо вступила в брак с Тесеем в священной роще, по другому — покинута Тесеем и найдена Дионисом, который на ней женился.
По рассказу Пеона Амафунтского, Тесей покинул её на Кипре, она умерла во время родов, её могила была в роще Ариадны-Афродиты. Согласно Стефану Византийскому, она была на острове Донусия (Δονουσία).
Свадьба с Дионисом справлялась на горе Иде (либо на Дии), Оры и Афродита подарили ей венец. Став женой Диониса, она родила Фоанта, Стафила, Энопиона и Пепарефа. Как жене Диониса, Зевс даровал ей бессмертие.
После её смерти Дионис стал бессмертным богом и поместил её венец из золота и индийских камней, подарок Гефеста, затем Диониса, среди созвездий — см. Северная Корона (древнее название Венец Ариадны). По версии, Дионис оставил её, полюбив индийскую царевну.
По рассказу Нонна, во время войны Персея с Дионисом Персей превратил её в камень, позднее её гроб был найден в Аргосе.

## Образ в искусстве

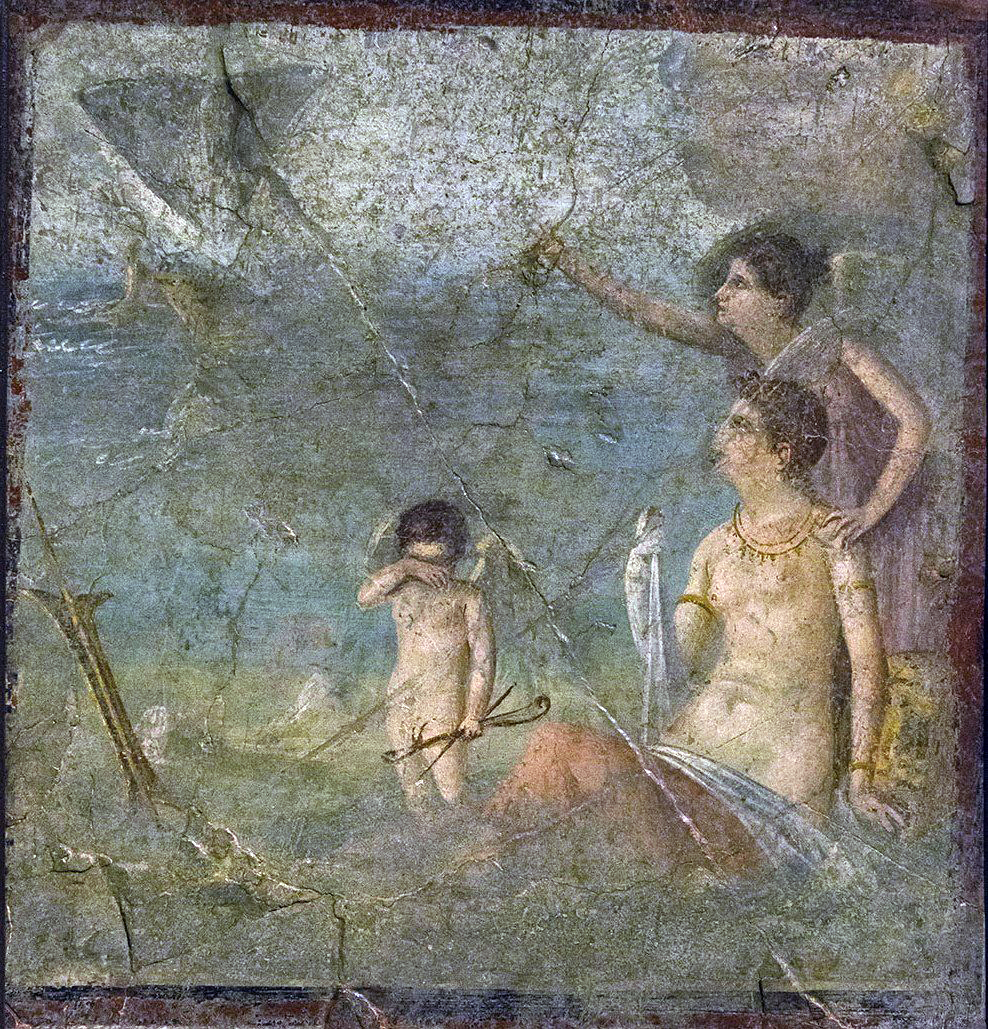
Покинутая Ариадна, фреска из Помпей, Национальный археологический музей Неаполя

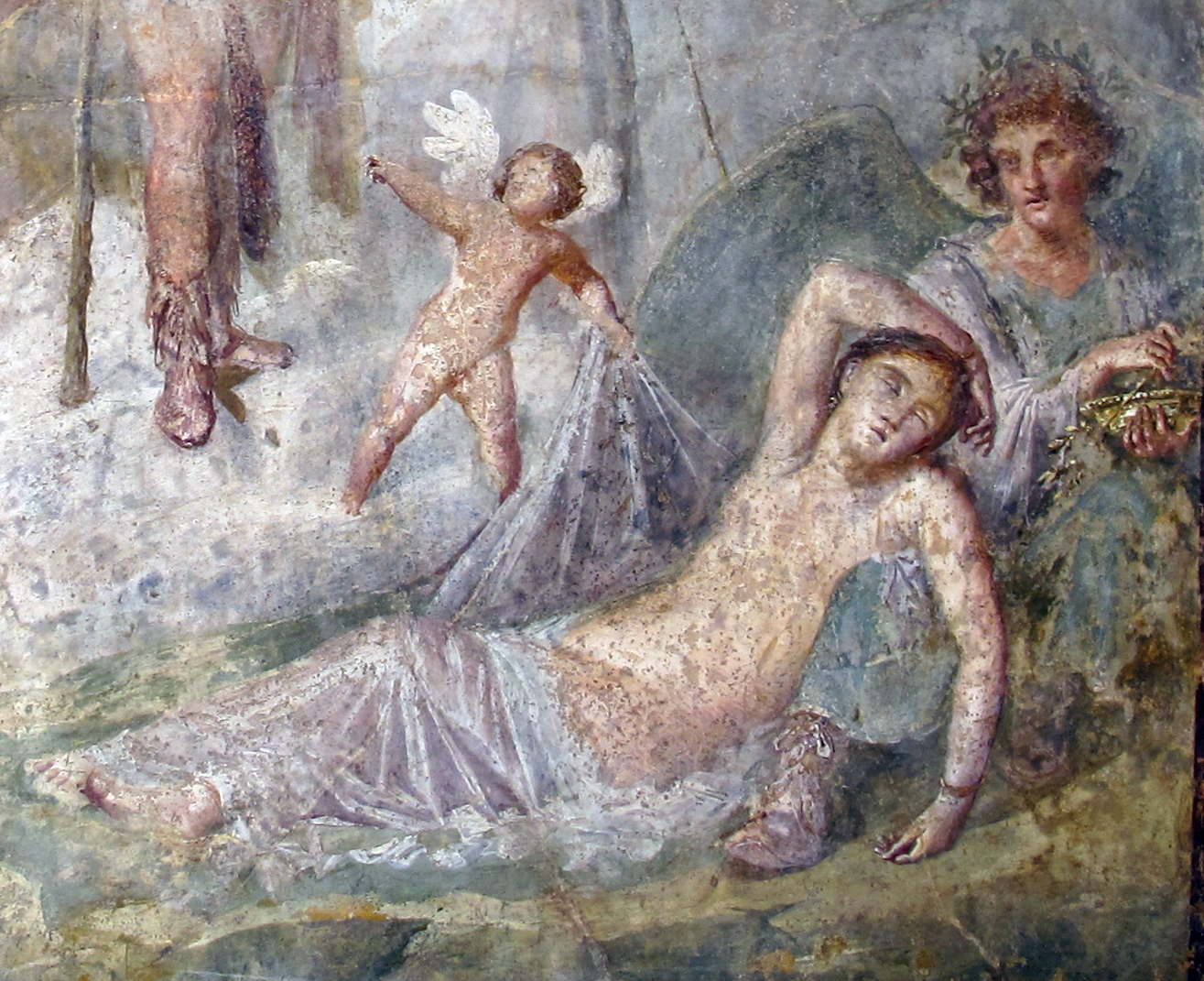
Ариадна спит рядом с Гипносом, деталь античной фрески из Помпей

Была изображена в Аиде на картине Полигнота в Дельфах. Действующее лицо в трагедии Софокла «Тесей». Овидий сочинил письмо Ариадны Тесею (Героиды X).
Во многих произведениях искусства изображён момент отчаяния Ариадны, покинутой Тесеем на острове Наксосе, затем изображается спящая Ариадна и появление Диониса; чаще же всего встречается изображение Ариадны на колеснице, окружённой вакханками. Ариадна — героиня полотен Тициана, Тинторетто, Аннибале Карраччи, братьев Ленен, Ангелики Кауфман, Жан-Батиста Грёза, Делакруа, Мориса Дени, Джорджо де Кирико, Ловиса Коринта и др. Известное произведение Даннекера во Франкфурте-на-Майне изображает Ариадну на пантере.

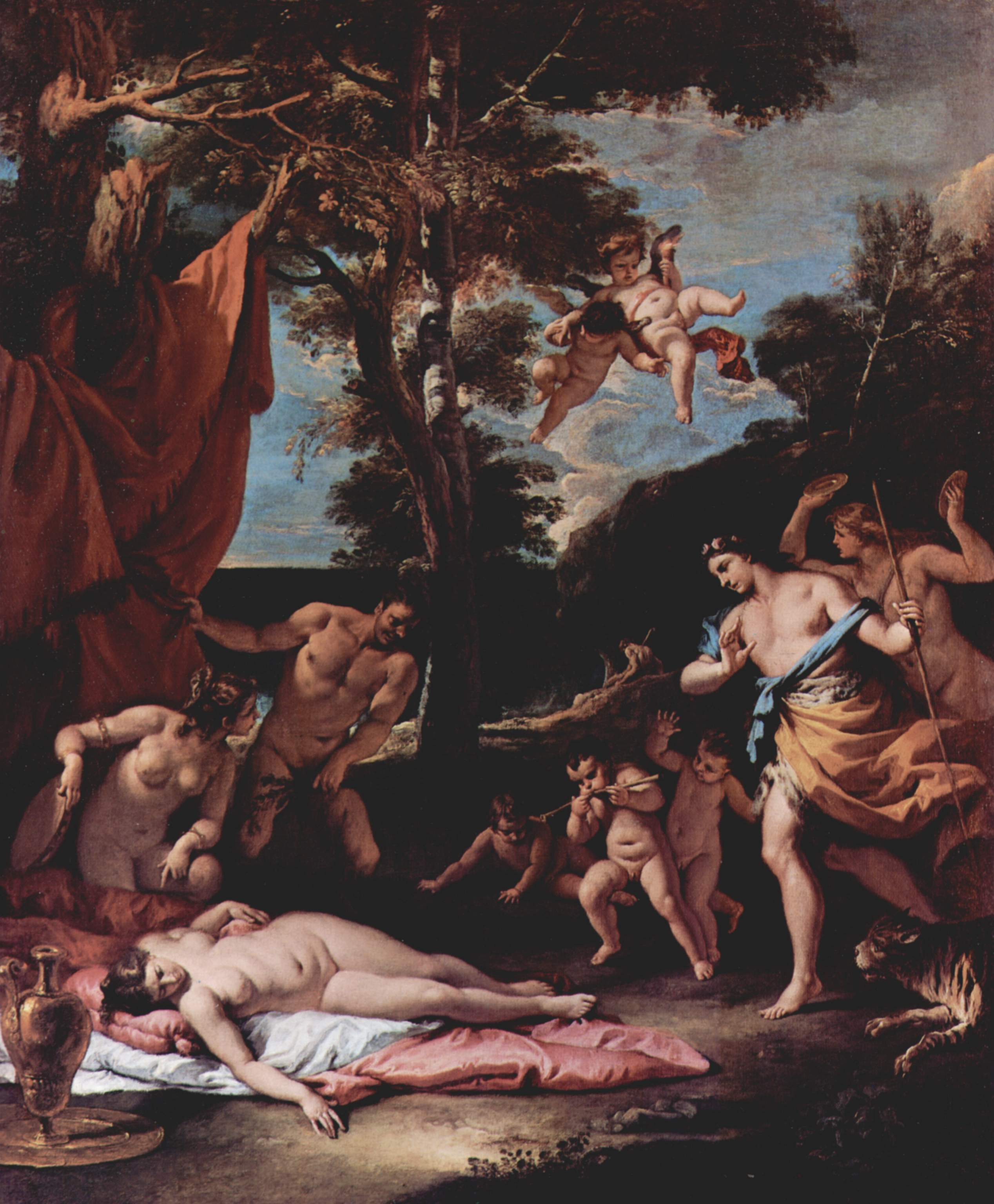
Себастьяно Риччи. Дионис находит Ариадну

Лоренцо Медичи сочинил карнавальную поэму «Триумф Вакха и Ариадны» (1490). Ариадна также является главной героиней одноименной трагедии в пяти действиях Тома Корнеля (1672). Стихотворение «Жалоба Ариадны» входит в поэтический цикл Ницше «Дионисийские дифирамбы». Пьеса «Ариадна» (1924) принадлежит Алану Милну, стихотворная драма «Ариадна» (1924) — Марине Цветаевой. Ариадна — важный персонаж романа «Царь должен умереть» английской писательницы Мэри Рено о Тесее. В романе российского писателя Виктора Пелевина «Шлем ужаса: Креатифф о Тесее и Минотавре» события происходят в обстановке мифа о Тесее и Минотавре, перенесённой в своеобразной манере писателя в современную форму интернет-чата, и Ариадна — одна из его участниц.

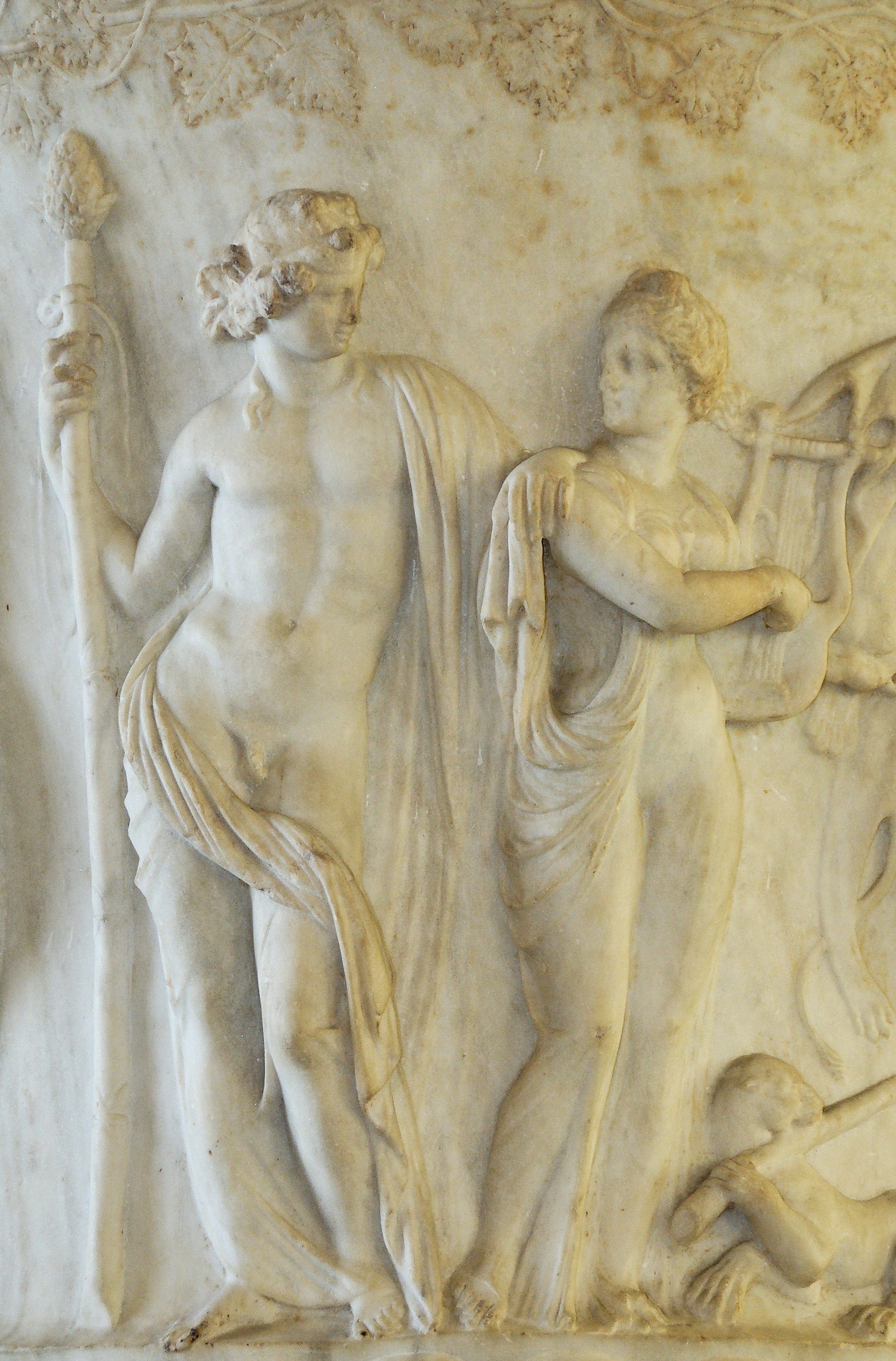
Дионис и Ариадна

Оперы на этот сюжет написали Клаудио Монтеверди («Ариадна», 1608, переработка Карла Орфа, 1925, 1940), Ристори, Гендель («Ариадна на Крите», 1733), Порпора («Ариадна на Наксосе», 1733), Иржи Бенда («Ариадна на Наксосе», 1775), Рихард Штраус («Ариадна на Наксосе», 1912), Дариюс Мийо («Покинутая Ариадна», 1928), Богуслав Мартину («Ариадна», 1958), Вольфганг Рим («Ария/Ариадна»). Музыка к балетам принадлежит Альберу Русселю (Вакх и Ариадна, 1930), Андре Жоливе (Ариадна, 1964) .
Миф о Тесее и Ариадне был экранизирован в СССР в виде короткометражного мультфильма «Лабиринт. Подвиги Тесея» из серии «Легенды и мифы Древней Греции» (1971 год).
В честь Ариадны назван астероид (43) Ариадна, открытый в 1857 году.
В фильме «Начало» Ариадной зовут второстепенного персонажа в исполнении Эллен Пейдж — студентку-архитектора, создающую миры снов, похожие на лабиринты.